# Marco Angulo
Marco Angulo (* 8. Mai 2002 in Esmeraldas; † 11. November 2024) war ein ecuadorianischer Fußballspieler.

## Leben und Karriere

### Verein
Angulos Profikarriere begann im Oktober 2021 beim Independiente del Valle, bei welchem er bis zum Dezember 2022 insgesamt 24 Spiele bestritt und ein Tor erzielte. Am 21. Dezember 2022 wurde bekannt, dass Angulo am 1. Januar 2023 für 2,5 Millionen Euro bis 2025 zum Major-League-Soccer-Verein FC Cincinnati wechselt. Angulo debütierte am 4. März 2023 als Ersatz für Luciano Acosta in der 92. Minute gegen Orlando City. Am 21. März 2024 wurde er bis zum Jahresende an LDU Quito verliehen.

### Nationalmannschaft
Sein Debüt für die Ecuadorianische Fußballnationalmannschaft gab Angulo im November 2022 während eines Freundschaftsspiels gegen den Irak, das mit einem 0:0 endete. Sein zweites und letztes Spiel bestritt er, ebenfalls bei einem Freundschaftsspiel, gegen Australien im März 2023.

### Tod
Am 7. Oktober 2024 war Angulo zusammen mit vier anderen Personen in einen tödlichen Verkehrsunfall südöstlich von Quito verwickelt. Bereits am Tag des Unfalles starben der Fahrer sowie ein anderer Insasse in Folge des Unfalls. Angulo erlitt schwere Kopfverletzungen und eine Lungenprellung. Nach mehreren Operationen erlag Angulo seinen Verletzungen am 11. November 2024, nachdem er zuletzt in ein künstliches Koma versetzt worden war.